# 矢板市

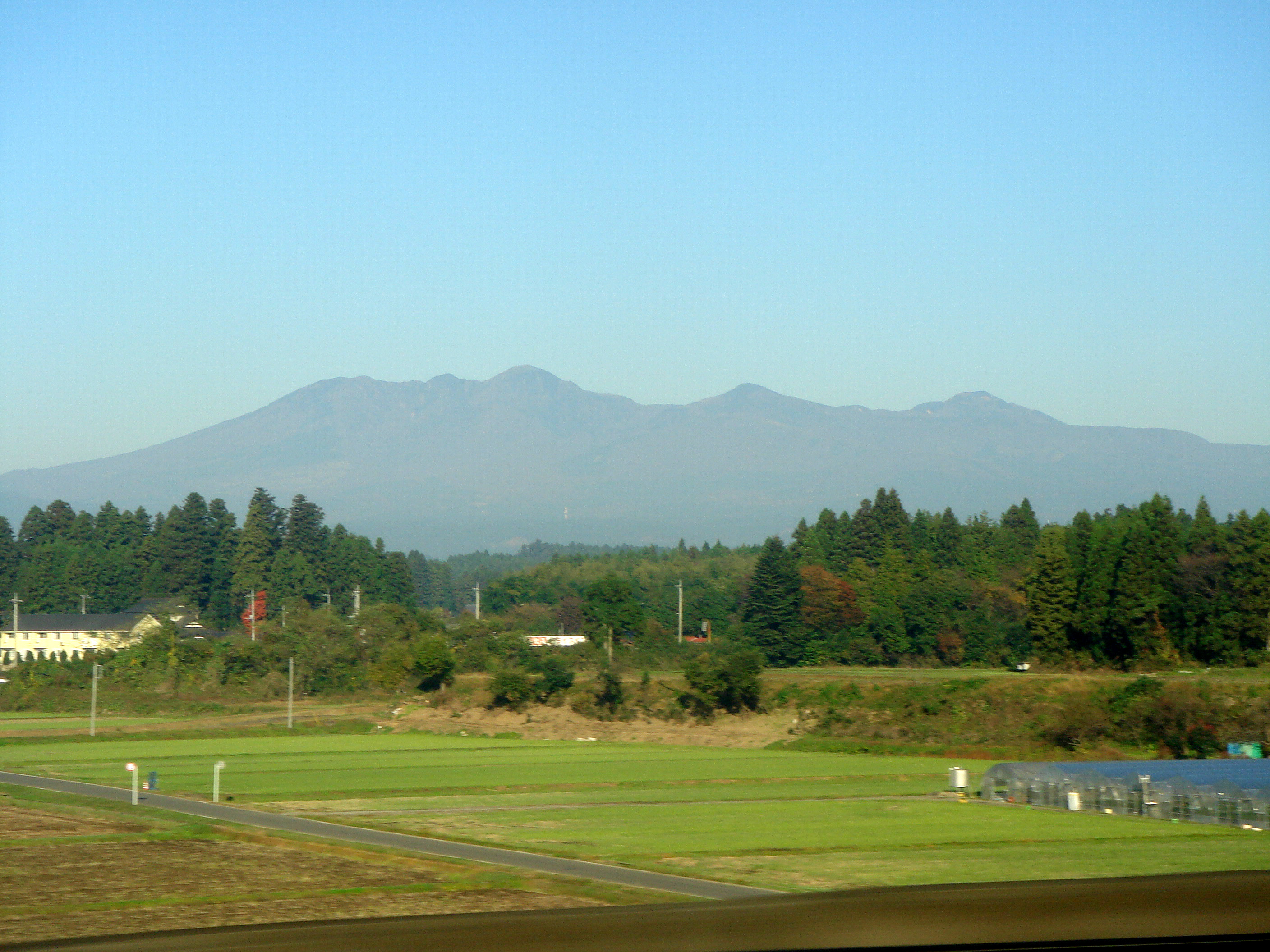
ふるさとのやま高原山

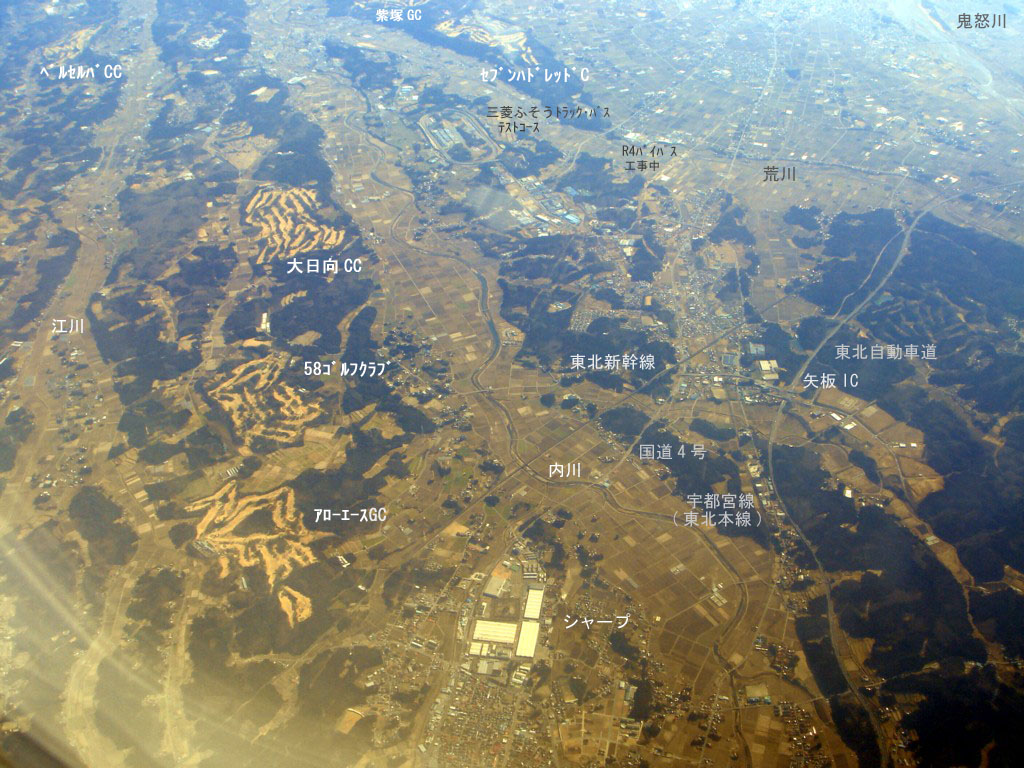
各種交通機関が集中通過する矢板市郊外の塩那丘陵。東北自動車道、東北新幹線、宇都宮線、国道4号が狭い範囲に集中する

矢板市（やいたし）は、栃木県北部に位置する市。栃木県庁塩谷庁舎が設置される等、行政上栃木県塩谷地区の中心となる市である。1958年（昭和33年）市制施行。

## 概要
高原山（たかはらさん）の南麓に広がり、山岳地帯及び森林、里山に囲まれ、箒川、宮川、内川などの河川が北から南へ流れる。北部山岳・森林地帯は全国名水百選に選ばれた尚仁沢湧水の水源となっており水源の森百選に選定されている高原山水源の森や森林浴の森100選に選定されている栃木県民の森、八方自然休養林、八方ヶ原など豊かな自然の宝庫で環境教育、ハイキング向けに整備されている。「旅人大賞（LINE社観光スポット日本一）」や「雨の日に行きたい自然体感スポット2位（めざましテレビ）」に選出された「おしらじの滝」も有する。高原山は古くは山岳宗教の対象でもあった。中部は南北に小高い丘が連なる塩那丘陵の尾根に挟まれた宮川、中川、内川が流れる平地があり水田地帯が広がっている。南部は関東平野の北端ともいえる平地と小河川に刻まれた小高い丘の丘陵地からなり塩谷町から流れてくる荒川に接している。また中央部から丘陵をひとつ隔てた西部は箒川、江川流域に那須野が原に連なる平地が広がり水田地帯となっている。

## 地理
東京より北へ約130km、県庁所在地宇都宮より北へ約30km、東北本線（宇都宮線）でそれぞれ2時間30分、30分の距離である。主な交通機関は市域を南北に通り、片岡地区は幅1000mの地域に、国道4号、東北本線（宇都宮線）、東北自動車道、東北新幹線が集中する。各交通機関はこの片岡で丘陵地帯に入り、関東平野から那須野が原へと移っていく。
- 山：高原山
- 河川：（那珂川水系）箒川、荒川、内川、中川、宮川、江川

### 隣接している自治体
- 大田原市
- 那須塩原市
- さくら市
- 塩谷郡：塩谷町

### 人口
| |                                        |  |
| 矢板市と全国の年齢別人口分布（2005年） | 矢板市の年齢・男女別人口分布（2005年） |  |
| ■紫色 ― 矢板市 ■緑色 ― 日本全国 | ■青色 ― 男性 ■赤色 ― 女性              |  |
| 矢板市（に相当する地域）の人口の推移 \| 1970年（昭和45年） \| 30,063人 \| \| \| 1975年（昭和50年） \| 31,132人 \| \| \| 1980年（昭和55年） \| 32,747人 \| \| \| 1985年（昭和60年） \| 34,582人 \| \| \| 1990年（平成2年） \| 35,603人 \| \| \| 1995年（平成7年） \| 36,650人 \| \| \| 2000年（平成12年） \| 36,466人 \| \| \| 2005年（平成17年） \| 35,685人 \| \| \| 2010年（平成22年） \| 35,343人 \| \| \| 2015年（平成27年） \| 33,354人 \| \| \| 2020年（令和2年） \| 31,165人 \| \| |                                        |  |
| 総務省統計局 国勢調査より |                                        |  |
| 1970年（昭和45年） | 30,063人                               |  |
| 1975年（昭和50年） | 31,132人                               |  |
| 1980年（昭和55年） | 32,747人                               |  |
| 1985年（昭和60年） | 34,582人                               |  |
| 1990年（平成2年） | 35,603人                               |  |
| 1995年（平成7年） | 36,650人                               |  |
| 2000年（平成12年） | 36,466人                               |  |
| 2005年（平成17年） | 35,685人                               |  |
| 2010年（平成22年） | 35,343人                               |  |
| 2015年（平成27年） | 33,354人                               |  |
| 2020年（令和2年） | 31,165人                               |  |

## 歴史

### 有史以前

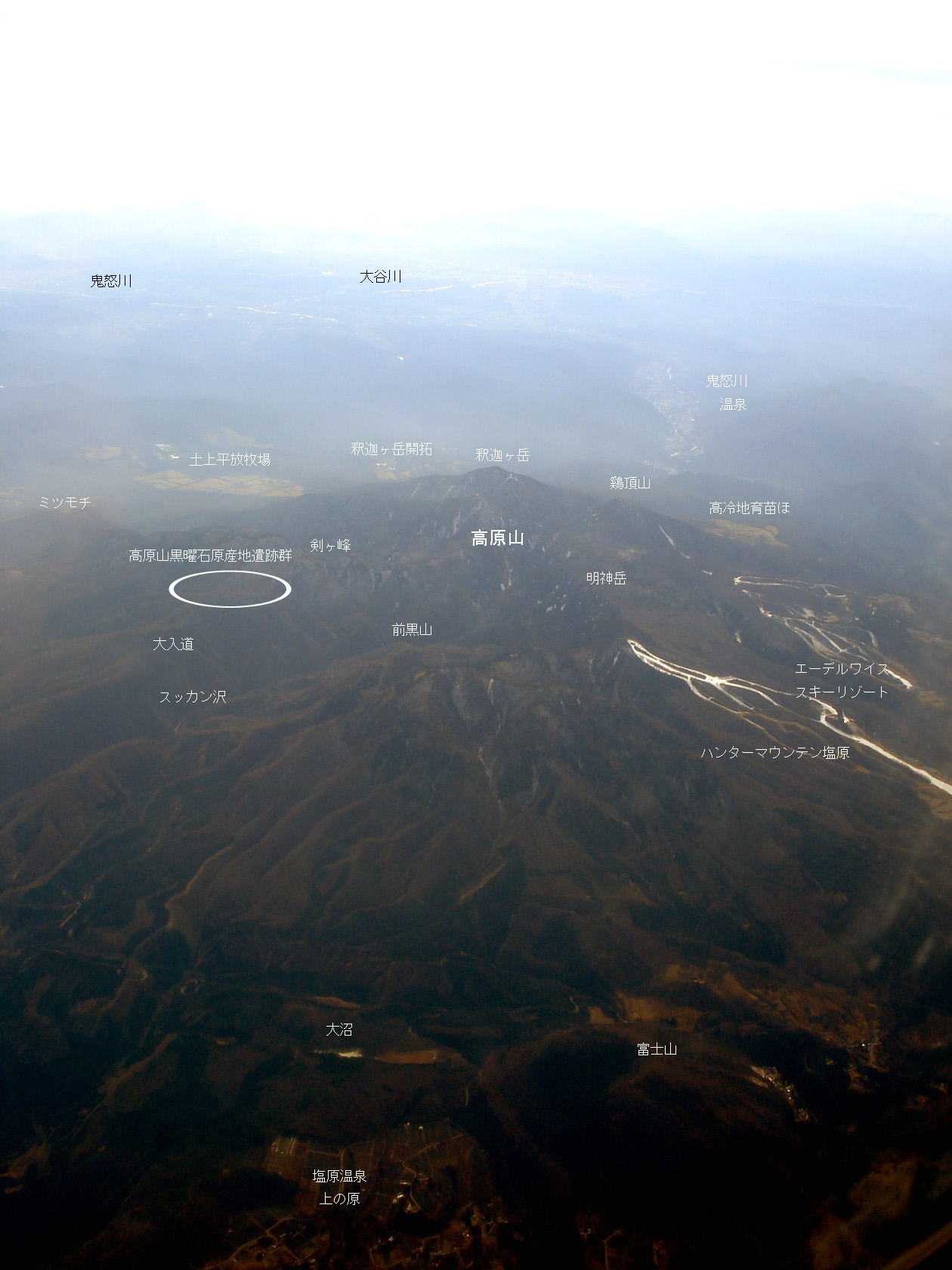
日本最古と推定される黒曜石採掘坑遺跡がある高原山。

- 市北部にある活火山・高原山を構成する一峰である剣ヶ峰が原産の黒曜石を使用した石器が当市より200km以上離れた静岡県三島市や長野県信濃町の遺跡で発見され研究が進められている。産出時期は古いものでは石器の特長より今から約3万5千年前の後期旧石器時代と考えられており、その採掘坑遺跡（高原山黒曜石原産地遺跡群）は日本最古のものと推定されている。氷期の寒冷な時期に人が近付き難い当時の北関東の森林限界を400mも超える標高1,500m近い高地[1]で採掘されたことや、従来の石器時代の概念を覆すような活動・交易範囲の広さ、遺跡発掘により効率的な作業を行っていたこと等が分かってきて注目が集まっている。またこの新しい発見により日本人の起源、人類の進化をたどる手掛かりになると言う研究者の発言も報道もされている[2][3][4]。最新の研究では南関東を中心に高原山産の黒曜石製石器が広範囲に流通していたことが分かってきている。
  - 矢板市教育委員会は平成20年度調査で、1万2千年〜1万5千年前に製作されたと推定できる国内最大級の尖頭器とその採掘坑跡を発見したと発表した。また同時に19年度の調査で発掘した黒曜石採掘坑跡は1万9千年前のものと推定していたが、放射性炭素年代測定により8千5百年〜9千年前の縄文時代早期のものと修正を行った。[5][6][7]
  - 高原山黒曜石原産地遺跡群発見・発掘がもたらすもの

- 市西部の幸岡地区などで貝殻の化石、矢じりなどが発掘できる。

### 有史以降
- 〜600年 市内各地に古墳が作られる。
- 724年 （神亀元年） 行基が剣ヶ峰に法楽寺を建立。
- 795年 （延暦14年） 木幡神社創建と伝わる。
- 803年 （延暦22年） 法楽寺雷火により焼失。
- 806年 （大同元年） 平城天皇の勅願により、徳一が法楽寺本尊を現在の寺山観音寺に移し、七堂伽藍を建立という。
- 901年 （延喜元年） 沢村観音寺開山という。
- 1127年 （大治2年） 那須氏神田城を築城。この頃堀江頼純塩谷を領す
- 1199年 （正治元年） 塩谷朝業、川崎城築城。
- 1200年 （正治2年）頃 法橋行縁が入寺し、荒廃していた寺山観音堂を中興という。
- 1315年 （正和4年） 御前原城築城。
- 1595年 （文禄4年） 川崎城廃城。岡本正親、泉を領す。
- 1636年 （寛永13年） 日光北街道整備。
- 1644年 （正保元年） 御前原城廃城。泉騒動により岡本家改易、泉領は幕府直轄地となる。
- 1695年 （元禄8年） 会津中街道整備。
- 1884年 （明治17年） 奥州街道（現国道4号）開通。
- 1886年 （明治19年） 東北線開通。
- 1886年 （明治19年） 山縣有朋、伊佐野農場（現山縣農場）を開く。

※ 一部矢板市ホームページより要約

### 近代
かつては塩谷郡役所があり、古くは栗山村、藤原町（共に現在の日光市）、塩原町（現在の那須塩原市）、塩谷町など塩谷郡一円の木材、家畜の集積地として繁栄した。
現在は栃木県庁塩谷庁舎、塩谷広域行政組合、塩谷消防本部、国際医療福祉大学塩谷病院など塩谷地区の中心機関が置かれている。
1959年（昭和34年）頃まで東武鉄道矢板線が矢板駅-新高徳駅間を結んでいたが、自動車交通の発達とともに現在は廃線になっている。近年は東北本線（宇都宮線）、国道4号、東北自動車道矢板インターチェンジが集中する交通の要衝となっている。

### 地名の由来
「矢板」の地名の由来については、確定的なものはなく諸説ある。例えば、美田という意味の「八重田(やえた)」が転じたもの、あるいは、田畑を焼く「焼田(やきた)」が転じたものという説があるが、美田に関するような伝承はなく、焼田焼畑については、この地方のどこでも行われていたものなので、それを特別に地名にするような要素はほとんどない。また、土留めの板という意味の「矢板」が地名となったとも考えられるが、そのきっかけが全く不明であり、またそれを推測するのも難しく、これも根拠に乏しい。矢板市の市名となった矢板市大字矢板は、矢板氏の発祥の地でもあるが、地名が先ではなく、矢板氏という一族が支配したことで、その土地が矢板と呼ばれた可能性もあり、これも推測の域を出ない。

### 市の沿革
- 1889年（明治22年）4月1日 - 町村制施行により塩谷郡矢板村、泉村、片岡村を設置。
- 1895年（明治29年）6月25日 - 矢板村が町制施行し矢板町となる。
- 1954年（昭和29年）12月31日 - 矢板町が那須郡野崎村の一部を編入。
- 1955年（昭和30年）1月1日 - 矢板町、泉村、片岡村の新設合併により矢板町が発足。
  - 新町の名称については、当初は塩谷町とすることになったが矢板町の議会や町民が反対し知事の裁定で矢板町に決定している[8]。
- 1955年（昭和30年）4月1日 - 矢板町の一部（旧片岡村大字松島）を氏家町（現在のさくら市）に分合。
- 1958年（昭和33年）11月1日 - 矢板町が市制施行し矢板市となる。

## 行政
- 市長：森島武芳（2024年4月17日就任、1期目）

### 歴代市長
- （旧）矢板町（村）長

| 代 | 氏名         | 就任                      | 退任                       | 備考 |
| -- | ------------ | ------------------------- | -------------------------- | ---- |
| 1  | 大桶直一郎   | 1889年（明治22年）4月22日 | 1899年（明治32年）4月21日  |      |
| 2  | 坂巻金一郎   | 1899年（明治32年）4月22日 | 1911年（明治44年）4月20日  |      |
| 3  | 三堂地兼松   | 1911年（明治44年）4月20日 | 1915年（大正4年）4月19日   |      |
| 4  | 小野崎吉一郎 | 1915年（大正4年）4月23日  | 1919年（大正8年）4月22日   |      |
| 5  | 大沢寅平     | 1919年（大正8年）4月23日  | 1923年（大正12年）4月22日  |      |
| 6  | 大桶由郎     | 1923年（大正12年）4月23日 | 1927年（昭和2年）4月22日   |      |
| 7  | 八木沢要作   | 1927年（昭和2年）4月23日  | 1928年（昭和3年）6月25日   |      |
| 8  | 矢板寛       | 1928年（昭和3年）9月20日  | 1930年（昭和5年）6月3日    |      |
| 9  | 君島岩夫     | 1930年（昭和5年）7月3日   | 1934年（昭和9年）7月2日    |      |
| 10 | 加藤都一郎   | 1934年（昭和9年）8月4日   | 1942年（昭和17年）8月3日   |      |
| 11 | 高柳宰正     | 1942年（昭和17年）8月4日  | 1945年（昭和20年）10月31日 |      |
| 12 | 福島郁       | 1945年（昭和20年）11月1日 | 1947年（昭和22年）4月4日   |      |
| 13 | 高橋保平     | 1947年（昭和22年）4月5日  | 1954年（昭和29年）12月31日 |      |

- 矢板市（町）長

| 代 | 氏名       | 就任                      | 退任                      | 備考                  |
| -- | ---------- | ------------------------- | ------------------------- | --------------------- |
| 1  | 大島喜一郎 | 1955年（昭和30年）2月17日 | 1959年（昭和34年）2月16日 | 1958年11月1日から市長 |
| 2  | 高柳宰正   | 1959年（昭和34年）2月17日 | 1963年（昭和38年）2月16日 |                       |
| 3  | 山縣有信   | 1963年（昭和38年）2月17日 | 1974年（昭和49年）7月22日 | 在任中死去            |
| 4  | 大谷英一   | 1974年（昭和49年）9月8日  | 1982年（昭和57年）9月7日  |                       |
| 5  | 山口公久   | 1982年（昭和57年）9月8日  | 1988年（昭和63年）3月16日 | 汚職事件で辞職        |
| 6  | 大氣弘久   | 1988年（昭和63年）4月17日 | 1996年（平成8年）4月16日  |                       |
| 7  | 山口公久   | 1996年（平成8年）4月17日  | 2004年（平成16年）4月16日 |                       |
| 8  | 遠藤忠     | 2004年（平成16年）4月17日 | 2016年（平成28年）4月16日 |                       |
| 9  | 齋藤淳一郎 | 2016年（平成28年）4月17日 | 2024年（令和6年）4月16日  |                       |
| 10 | 森島武芳   | 2024年（令和6年）4月17日  |                           |                       |

- （旧）矢板町（村）長の出典:『栃木県町村合併誌 第三巻下』, p. 1-2
- 矢板市（町）長の出典:『栃木県歴史人物事典』, p. 672、『日本の歴代市長 第一巻』, p. 621-623、『広報やいた』2004年5月1日号, p. 3、『全国市町村要覧』平成23年版、第一法規, p. 129、136.歴代市長（矢板市ホームページ 矢板市統計書Web版）

### 議会
定数:16

### 衆議院
- 任期 ： 2017年（平成29年）10月22日 - 2021年（令和3年）10月21日（「第48回衆議院議員総選挙」参照）

| 選挙区                                                                    | 議員名 | 党派名     | 当選回数 | 備考   |
| ------------------------------------------------------------------------- | ------ | ---------- | -------- | ------ |
| 栃木県第3区（矢板市、大田原市、那須塩原市、那須烏山市、那須町、那珂川町） | 簗和生 | 自由民主党 | 3        | 選挙区 |

### 国の機関
- 国土交通省
  - 宇都宮国道事務所矢板出張所
  - 荒川橋気象観測所
- 厚生労働省矢板公共職業安定所
- 農林水産省塩那森林管理署矢板森林事務所

### 県の機関
- 栃木県庁塩谷庁舎
  - 矢板県税事務所
  - 塩谷南那須農業振興事務所
  - 塩谷南那須教育事務所
  - 塩谷県民相談室
  - 矢板林務事務所
  - 矢板土木事務所
- 矢板健康福祉センター
- 栃木県住宅供給公社　矢板支所
- 栃木県建設総合技術センター 北部出張所
- 栃木県民の森管理事務所
- 那珂川水系ダム管理事務所

### 警察
- 栃木県矢板警察署
  - 泉駐在所
  - 乙畑駐在所
  - 片岡駐在所
  - 木幡駐在所
  - 沢駐在所
  - 矢板駅前交番

### 塩谷広域行政組合
- 消防
  - 塩谷広域行政組合消防本部
  - 塩谷広域行政組合矢板消防署
- ごみ処理施設
- 葬祭場

### 放射性廃棄物最終処分場問題
福島第一原子力発電所事故に伴い発生した廃棄物のうち放射性セシウム濃度が8千Bq/kg超の汚泥や焼却灰などは「指定廃棄物」として放射性物質汚染対処特措法に従い国の責任で処分することとされている。2012年（平成24年）4月18日、横光克彦環境副大臣が福田富一知事に栃木県内で発生した指定廃棄物の最終処分場建設の方針を示した。同年7月19日、環境省による県内自治体を対象とした最終処分場の候補地選定についての説明会が行われた。
同年9月3日、指定廃棄物の最終処分場の候補地に矢板市塩田の国有林が提示された。環境省からの提示を受けて遠藤忠市長は「（市民感情を考えると）受け入れることはできない」と拒否することを表明した。同月4日、地元自治会は最終処分場受け入れを拒否する方針を決定。同月8日には矢板市議会が候補地の白紙撤回を求める意見書を全会一致で可決し国に送付し、矢板市と隣接する塩谷町の町議会でも同月13日に、さくら市の市議会でも同月19日に同様の意見書を全会一致で可決し国に送付している。翌10月12日には高根沢町の町議会でも同様の意見書を全会一致で可決しておりこれで塩谷郡市全ての市町議会が白紙撤回で一致することになる。
一方、同月9日には地元住民が「指定廃棄物最終処分場設置反対同盟」を結成し、翌日には看板設置と署名活動に着手した。同月13日には矢板市区長会が「候補地の白紙撤回を求める要望書」を国へ提出することと最終処分場建設に対する反対署名運動を行うことを決定した。また、この日の区長会に出席した遠藤市長は「オール矢板で反対運動を起こし、阻止していかなければならない」と訴えた。
同月14日には環境省による県内自治体を対象とする初の説明会が県庁で行われた。説明会で環境省は最終処分場候補地を選定した経緯と安全性を説明したが、自治体側からは候補地と関谷断層との関係などについての質問が出た。
同月24日には最終処分場建設に反対する「指定廃棄物最終処分場候補地の白紙撤回を求める矢板市民同盟会」が発足した。矢板市内で24日夜に行われた設立会議には約60団体、約1500人が参加した。
同年10月3日、市は最終処分場建設に反対する23,590人分の署名が集まったことを明らかにした。同年9月1日時点での市の人口は34,970人で人口の約3分の2の署名が集まったことになる。また、これとは別に独自に反対署名を集めていた指定廃棄物最終処分場設置反対塩田地区同盟は15,906人分の署名が集まったことを同月16日に明らかにしている。約4万1500人分の反対署名は同月22日に環境省に提出された。
同月10日、遠藤市長が茨城県高萩市の草間吉夫市長と矢板市役所で会談した。高萩市は茨城県の指定廃棄物の最終処分場の候補地に選定されており、会談で候補地の白紙撤回に向けて連携することで合意した。
同月16日、矢板市内で行われた市長会議でこの問題について「矢板市と同じ立場を共有するべきだ」などの意見が首長から出た。同日には矢板市議会が候補地選定の白紙撤回への協力を求める要望書を福田富一知事に提出している。また、同月18日には矢板市議会の正副議長が栃木県関係の国会議員に候補地選定の白紙撤回を求める要望書を提出している。
同月18日、遠藤市長が記者会見で市役所内にプロジェクトチームを立ち上げ候補地選定の問題点の調査を開始したことを表明した。
この問題に対する栃木県議会の各会派の対応については、とちぎ自民党は候補地選定の白紙撤回を求めないとしている。民主党・無所属クラブは選定過程を問題視しているものの自民と同様に白紙撤回は求めていない。みんなのクラブと公明党議員会は白紙撤回を求めている。また、福田富一知事は自身は中立の立場で臨むことを表明している。
また、栃木2区選出の福田昭夫衆議院議員は指定廃棄物を福島第一原子力発電所敷地内で一時保管すべきと主張している。この主張に対して佐藤雄平福島県知事は福島・栃木両県の関係悪化の可能性を指摘しており、これを受けて福田富一知事は福田議員を批判している。
なお、栃木県内の指定廃棄物の保管総量は2012年5月末時点で9107m3にもなっており、那須塩原市の3668.5m3、那須町の1445.2m3、大田原市の1231.8m3と北那須3市町はいずれも保管量が1000m3を超えている。大田原市では基準超の焼却灰の保管量が限界に近付いたため2011年10月に剪定枝などの収集を停止する事態に陥っている。
同年12月2日、矢板市民同盟会は候補地選定の白紙撤回を求める集会を市内で開き約8000人が参加した。同年12月16日の第46回衆議院議員総選挙では与党民主党は大敗し自民党と公明党が政権を奪還した。
2013年2月25日、環境省は候補地選定をやり直す方針を表明した。栃木県と茨城県のほか、候補地が決まっていなかった宮城県、群馬県、千葉県についても新たな方針で候補地を選定する。環境省は候補地選定にあたって自治体との協議を重視するという。
その後、市町村長会議を開催して選定の際の「ローカルルール」を決定した。「ローカルルール」では国有地の他に県有地も候補対象とされた。2014年1月、県はこれに基づき県有地22か所4814ヘクタールを対象として報告した。
同年7月30日、環境省は指定廃棄物の最終処分場の候補地として塩谷町上寺島（寺島入）の国有地を提示した。提示を受けて塩谷町の見形和久町長は明確に反対することを表明している。

## 経済
大きな産業としては、一時は花形であった関西系大手家電メーカーの工場があったが、海外移転の影響を受け生産が終了。空洞化している。また、市北部には、赤滝、小滝、寺山の各鉱泉宿が古くからある。近年は城の湯温泉センター、矢板温泉（館の川）、コリーナ矢板などの温泉も市内各所で掘削され、市民はもとより観光客にも憩いの場を提供している。矢板インターチェンジ近くには、流通大手の配送センターも立地する。

### 第一次産業
水田の圃場整備はほぼ終了し米作とともに、市北西部の長井地区などでは、寒冷な気候を利用したリンゴなどの果樹栽培が盛んである。県民の森近くの高原（たかはら）開拓では終戦後入植による酪農が行われている。
- 林業
  - 現在は塩那森林管理署（大田原市）に統合されたが、かつては矢板営林署（現塩那森林管理署 矢板森林事務所）があり、栃木県北西部の広大な山林地帯を管理していた。終戦直後は被災した東京復興のために大量の木材が栃木県内はもとより、南会津からも集められ鉄道貨物として積み出された。昭和50年頃までは市内各所に大きな製材所が見られた。
- 農業
  - 幸岡ねぎ（高級食材として東京の料亭などに出荷される）
  - りんご[38]

### 第二次産業
- シャープ（株）（東証一部）
  - 所在地の町名は「早川町」。旧社名の早川電機工業から付けられた。
  - 建設当初はカラーテレビ受像機の組み立て工場として。その後は、VTRの組み立て、液晶テレビ、太陽電池パネル等の組み立てが行われ[39]、現在は生産は終了。物流センター部門・修理部門があるのみとなった。
- 東京計器（株）（東証一部）　矢板工場　[40]
- （株）壱番屋（東証一部）　栃木工場
- 日本調理機（株）（東証二部）　栃木工場
- カンタツ（株）本社・矢板工場
- （株）エンプラス　2010年1月閉鎖[41]
- （株）壮関　矢板工場

### 第三次産業
- 中心商店街は駐車場が整備されておらず空洞化が進んでいる。かつては、福島県会津若松市のリオン・ドール（旧ライオン堂）、群馬県館林市のとりせんなどのスーパーも出店したが、出店時期が早く旧市街地に立地したために駐車場が無く、自動車交通社会の発展とともに撤退していった。

スーパー
- ベイシア矢板店（旧いせや、市内唯一のGMSかつ唯一駅前に存在するスーパー）、ヨークベニマル矢板店、ダイユー矢板店、サンユー片岡店、オータニ矢板店

ホームセンター
- カインズホーム、コメリホームセンター

量販店
- ケーズデンキ
- カワチ薬品、マツモトキヨシ、サンドラッグ、トライウェル、クスリのアオキ(矢板店、木幡店)
- ダイソー、コナカ、しまむら、オートアールズ

またトヨタ自動車、日産自動車系列の自動車販社が市西部を貫通する国道4号（旧バイパス）沿線に立地している。

### 地場産品
- 日本酒 森戸酒造 十一正宗 （泉地区）
- 日本酒 富川酒造 忠愛 （片岡地区）IWC純米吟醸部門GOLD受賞
- 農協 完熟リンゴジュース
- はりまや ブランデーケーキ、アップルクーヘン
- 安沢菜
- アップルカレー
- 亀田屋 かりんとう饅頭、いちご大福
- おしらじブランド品    （ 1.おしらじうどん by みつわ　 2.おしらじ珈琲 by リビングセンターたかはし  　3.おしらじガレット by 寿庵  　4.おしらじ塩冷やし麺 ＆5.おしらじブルーゼリー by 城の湯温泉センター  　6.和風おしらじぱふぇ by 城の湯温泉センター  　7.おしらじブルーサンデー by 道の駅やいた 　 8.おしらじパン by ウィンベーカリー  　9.おしらじプレート＆ 10.おしらじサンデー by 山の駅たかはら  　11.おしらじ寿司 by 川井ゆかり氏  　12.おしらじセット by あおい亭 　 13.おしらじ太郎 by グランディ―ル 　 14.おしらじハーブティ by アッコのキッチン青のおと 　 15.おしらじラムネ by 山の駅たかはら 　 16.おしらじソニック by 稲川裕之氏  　17.おしらじたい焼き by あん姫　　18.おしらじソフト by 山の駅たかはら　　19.おしらじラーメン by 山の駅たかはら）

## 統計データ

### 現在の市勢
- 総人口 - 32,136人（2019年）
- 世帯数 - 12,129世帯（2019年）
- 年少（15歳未満）人口率 - 14.3%（2005年）
- 高齢（65歳以上）人口率 - 20.4%（2005年）
- 昼間人口 - 32,048人（2015年）
- 労働力人口 - 29,230人（2015年）
- 第1次産業就業者数 - 1,550人（2000年）
- 第2次産業就業者数 - 7,270人（2000年）
- 第3次産業就業者数 - 10,027人（2000年）
- 農業産出額 - 5,200百万円（2004年）
- 製造品出荷額等 - 469,751百万円（2004年）
- 商業年間商品販売額 - 49,020百万円（2003年）

出典
1. 総務省統計局『統計で見る市区町村のすがた2007』2007年

## 姉妹都市・提携都市
- 茨城県笠間市（1980年7月提携）

## 地域

### 市街地
市街地はJR矢板駅や矢板市役所付近を中心とする矢板地区、JR片岡駅を中心とする片岡地区、旧泉村である泉地区の3つがあるが、他にも旧野崎村より編入された沢地区、市西部の幸岡地区、泉地区の長井、伊佐野、他にも市街地を形成する集落がある。
県都宇都宮まで電車で30分の通勤距離を生かして、片岡駅近くには栃木県住宅供給公社開発による大規模住宅団地つつじが丘ニュータウンがある。

### 町名一覧

#### 矢板地区
- 東町（あずまちょう）
- 荒井（あらい）
- 扇町（おうぎちょう）一-二丁目
- 鹿島町（かしまちょう）
- 片俣（かたまた）
- 上町（かみちょう）
- 川崎反町（かわさきそりまち）
- 木幡（きばた）
- 倉掛（くらかけ）
- 幸岡（こうおか　地元での発音は「こーか」）
- 境林（さかいばやし）
- 沢（さわ）
- 塩田（しおだ）
- 下太田（しもおおた）
- 末広町（すえひろちょう）
- 高塩（たかしお）
- 館ノ川（たてのかわ）
- 土屋（つちや）
- 富田（とみた）
- 豊田（とよだ）
- 中（なか）
- 成田（なりた）
- 早川町（はやかわちょう）
- 針生（はりう　地元での発音は「はりゅう」）
- 本町（ほんちょう）
- 矢板（やいた）

#### 泉地区
- 泉（いずみ）
- 上伊佐野（かみいさの）
- 上太田（かみおおた）
- 下伊佐野（しもいさの）
- 立足（たつあし）
- 田野原（たのはら）
- 長井（ながい）
- 東泉（ひがしいずみ）
- 平野（ひらの）
- 山田（やまだ）

#### 片岡地区
- 安沢（あんざわ）
- 石関（いしぜき）
- 大槻（おおつき）
- 乙畑（おつはた）
- 片岡（かたおか）
- 越畑（こえはた）
- こぶし台（こぶしだい）
- 玉田（たまだ）
- 山苗代（やまなわしろ）

### 教育

#### 専門学校
- 国際医療福祉大学塩谷看護専門学校

#### 高等学校
- 栃木県立矢板高等学校
- 栃木県立矢板東高等学校 - 中高一貫校
- 矢板中央高等学校

#### 中学校
- 矢板市立泉中学校
- 矢板市立矢板中学校
  - 矢板中学校沢分校
- 矢板市立片岡中学校
- 栃木県立矢板東高等学校・附属中学校 - 中高一貫校

#### 小学校
- 矢板市立矢板小学校
- 矢板市立東小学校
- 矢板市立川崎小学校
- 矢板市立西小学校
- 矢板市立豊田小学校

- 矢板市立泉小学校
- 矢板市立片岡小学校
- 矢板市立乙畑小学校
- 矢板市立安沢小学校

### 郵便
郵便番号は「329-21xx」（矢板地区）、「329-15xx」（片岡地区）、「329-25xx」（泉地区）が該当する。集配局は市内全域が矢板郵便局の管轄となる。

#### 郵便局
- 矢板郵便局（07018）
- 片岡郵便局（07106）
- 泉郵便局（07117）
- 矢板本町郵便局（07264）
- 安沢簡易郵便局（07724）
- 木幡簡易郵便局（07728）

### 電話番号
市内全域が大田原MAの管轄となり、市外局番は「0287」。収容局は一部地域（後述）を除き以下の2ビルが該当し、市内局番は以下の通り。
- 矢板局：40,43,44
- 片岡局：41(0番台・7000番台・8000番台）,48

下記地域は矢板市外の収容局が管轄となる。
- 玉生局（大田原MA）：倉掛・長井の一部地域が該当。

## 交通

### 空港
- 福島空港 - 東北自動車道を利用し、矢吹インターチェンジ経由で1時間ほどでアクセス可能。
- 羽田空港

### 鉄道路線
- 東日本旅客鉄道（JR東日本）
  - 東北本線（宇都宮線）：片岡駅 - 矢板駅
  - 中心となる駅：矢板駅

#### 廃線
- 東武矢板線
  - 東武鬼怒川線：新高徳駅 - 船生駅 - 玉生駅 - 矢板駅を連絡していたが、1959年（昭和34年）に廃止。

### バス路線
- 矢板市営バス

- 那須塩原市営バス
  - 上伊佐野小－アグリパル塩原線
- しおや交通
  - 矢板駅 - （矢板高校） - 玉生 - 船生 - 新高徳駅線

### 道路
- 高速道路
  - E4東北自動車道：(11) 矢板IC - (11-1)矢板北PA/SIC
- 一般国道
  - 国道4号、国道461号（日光北街道）
- 主要地方道
  - 栃木県道30号矢板那須線（旧国道4号）

## 名所・旧跡・観光スポット・祭事・催事

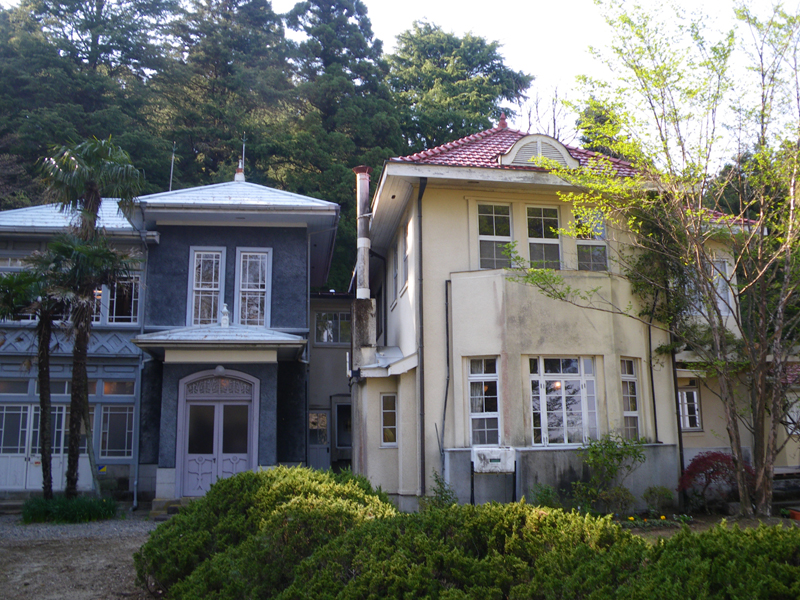
山縣農場・山縣有朋記念館

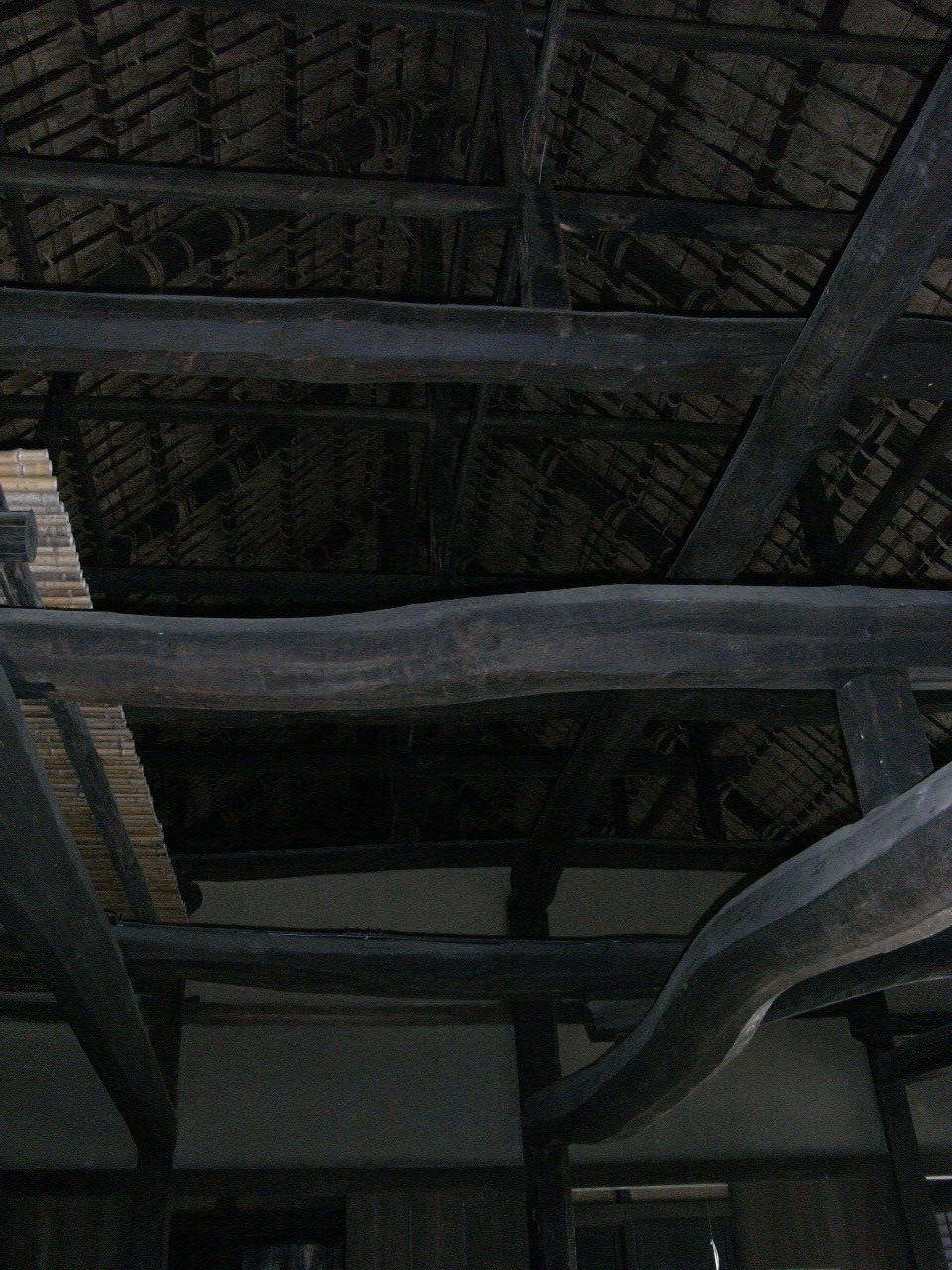
屋根組み

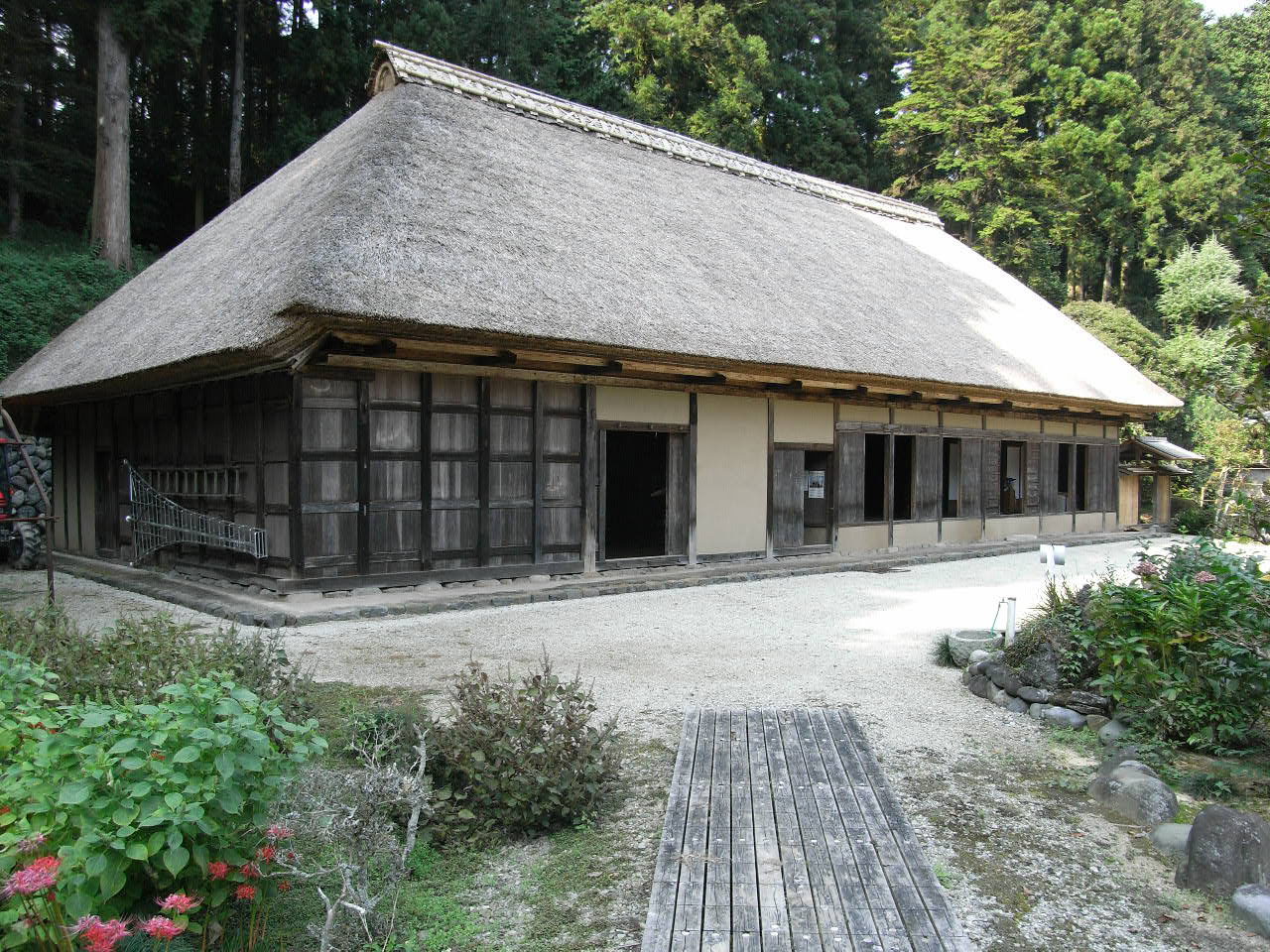
母屋

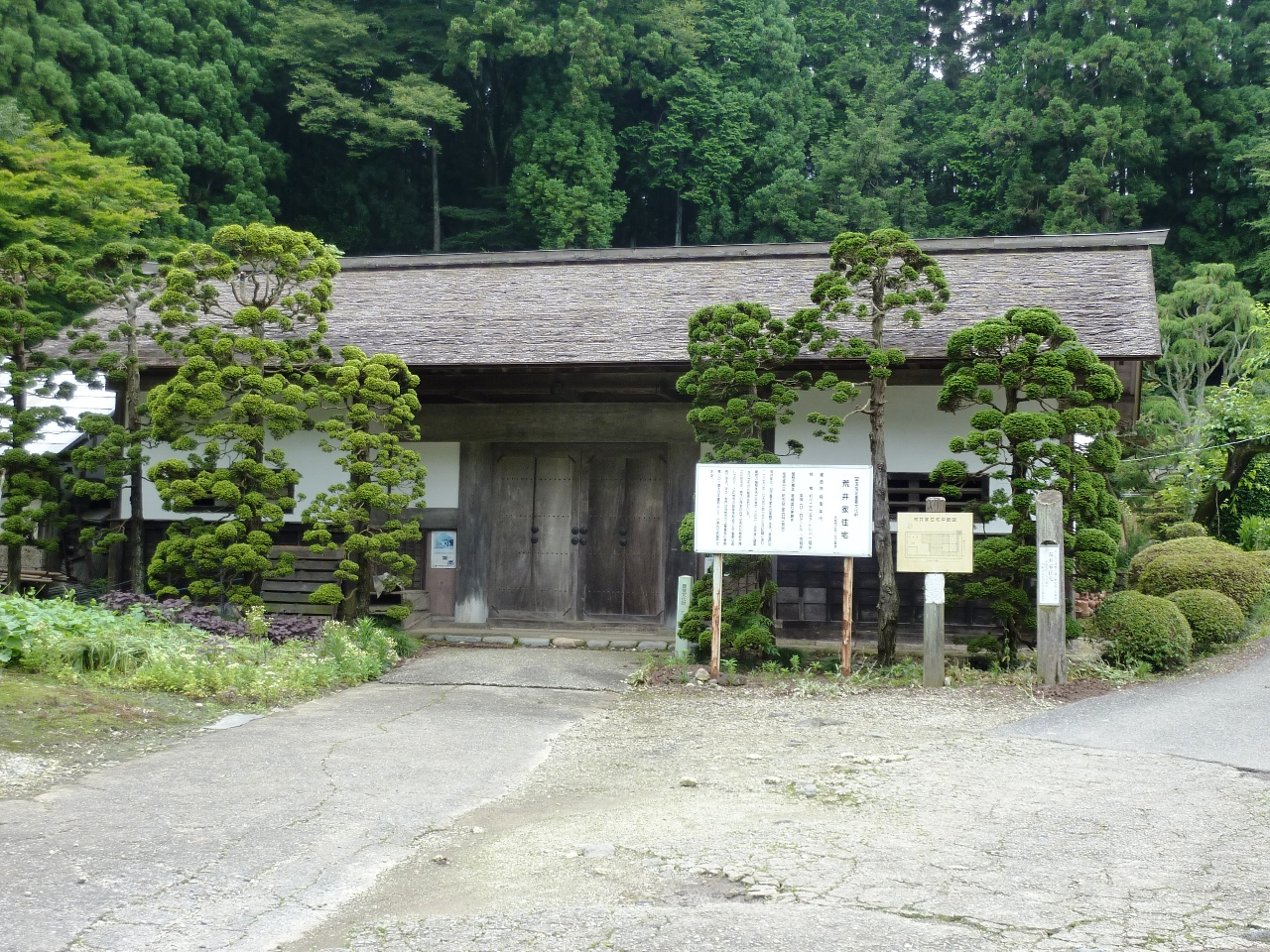
長屋門

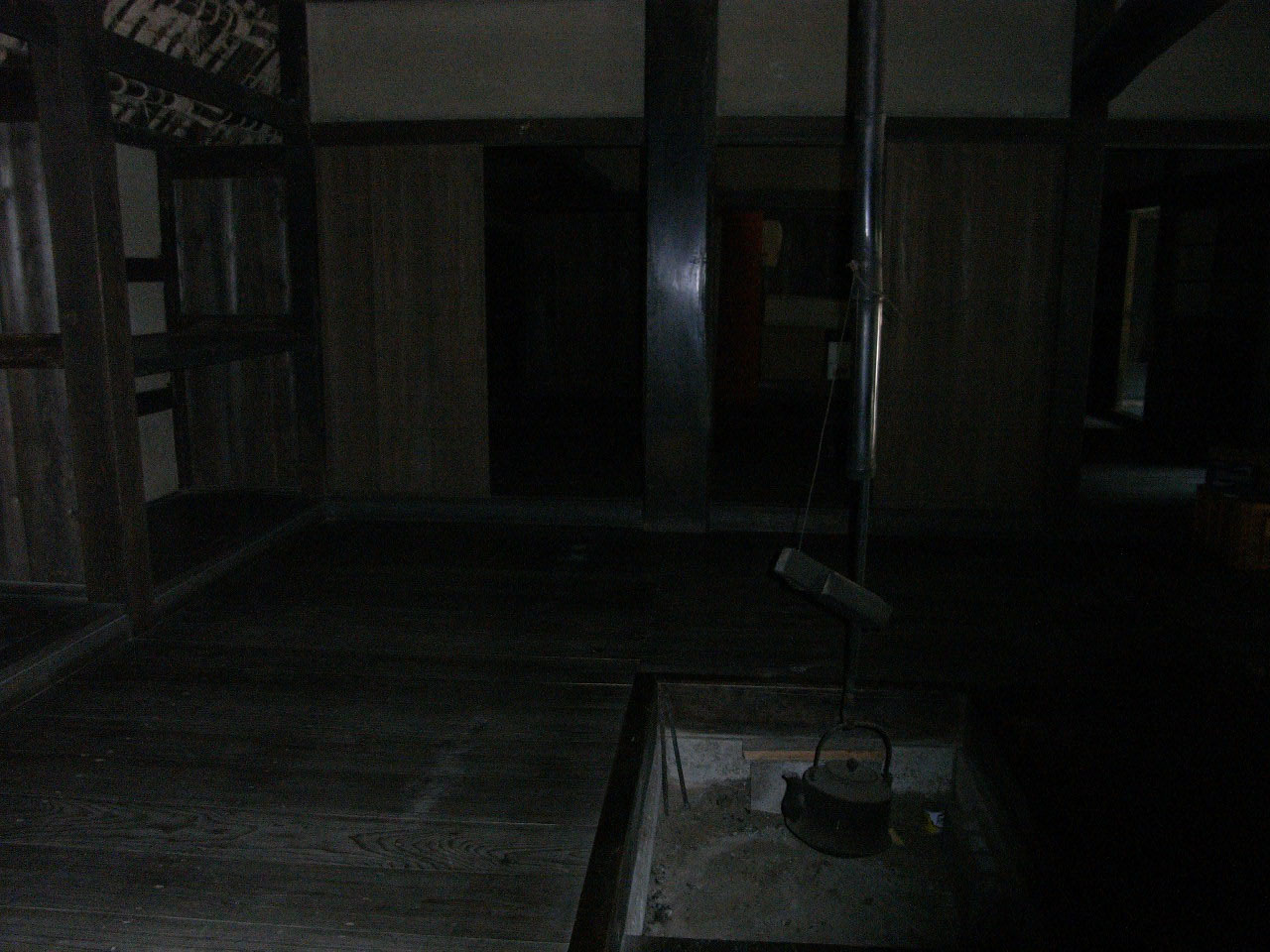
囲炉裏

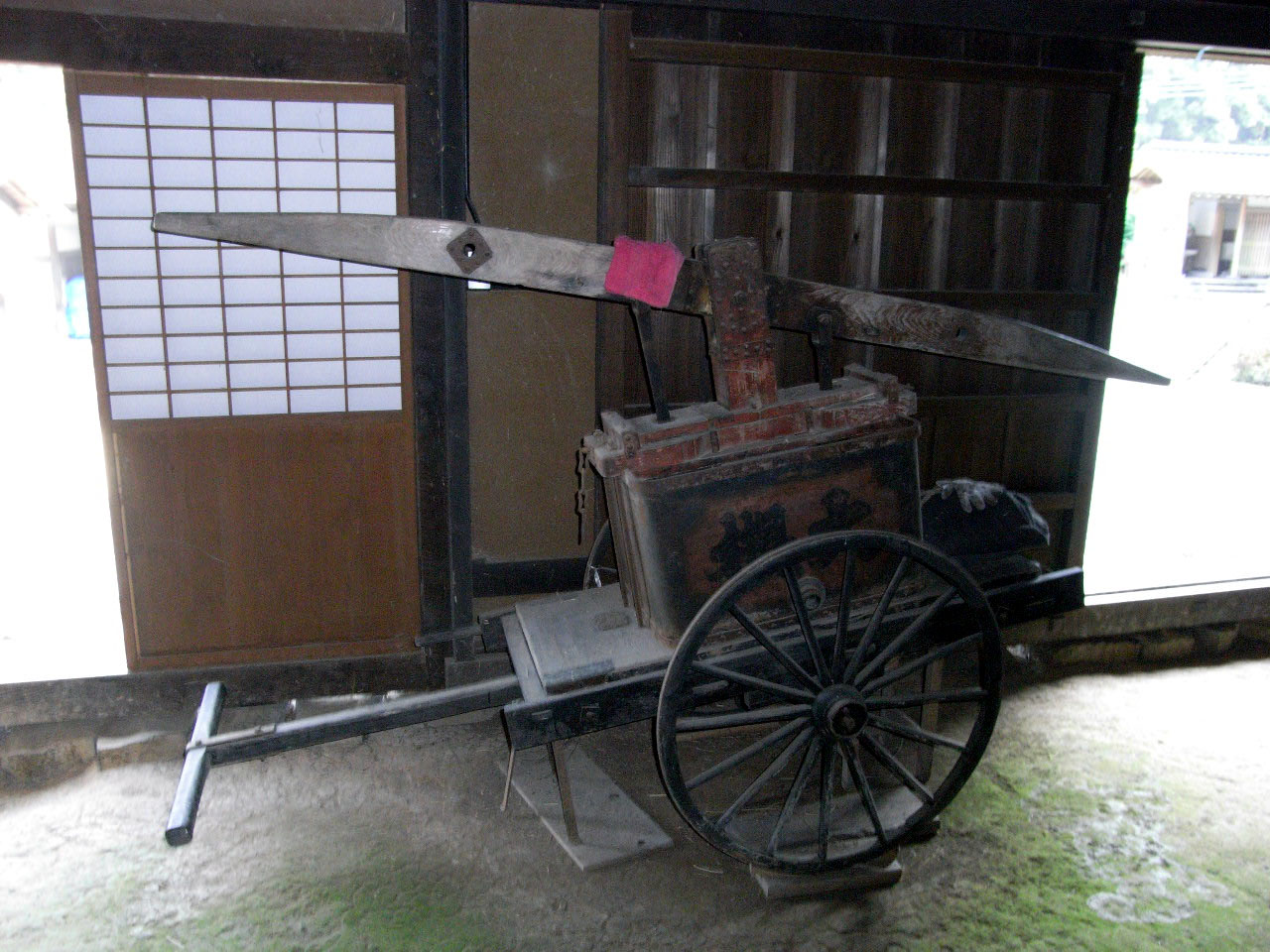
消防ポンプ車

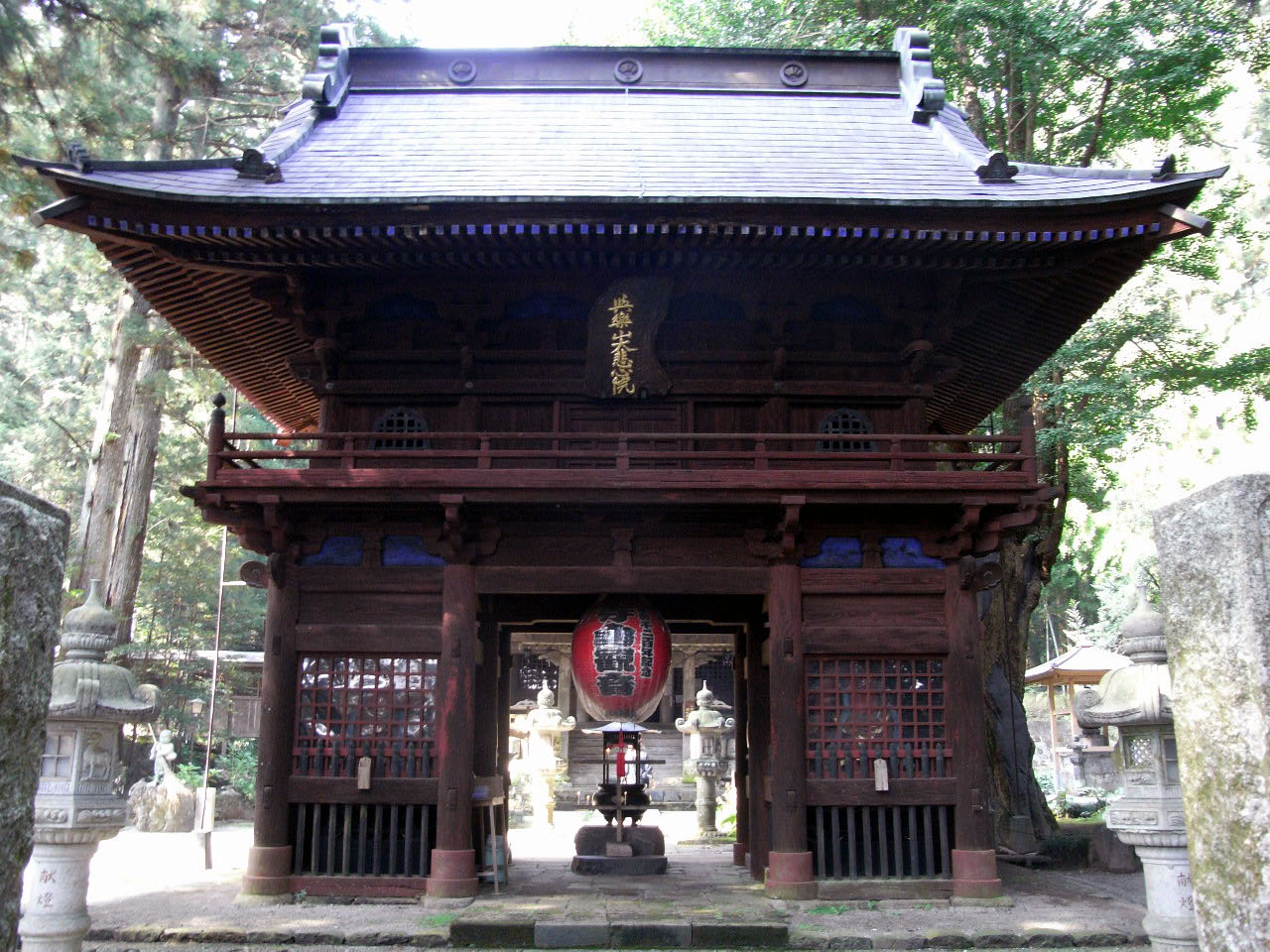
山門

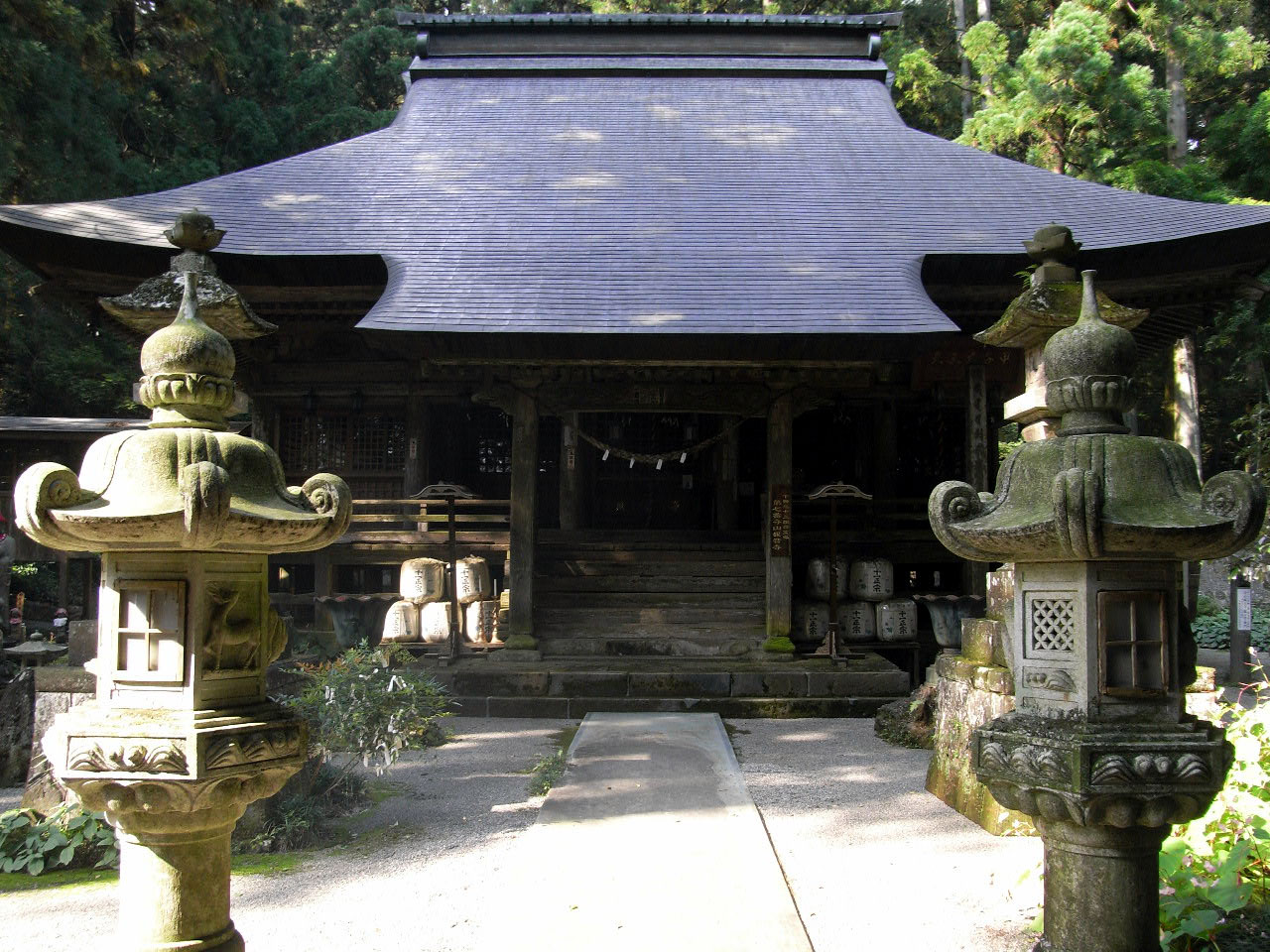
本堂

- 八方ヶ原

市北部の高原山系に広がる標高1000mから1200mの台地状の高原である。5月、6月頃の20万株のレンゲツツジの群生が有名である。ハイキングの適地として整備され、ハイキングコース、キャンプ場、アクセス道路、駐車場、展望台、季節営業の売店などが整備され気軽に訪れることが出来る。また、アクセス道路は高原山の北側に当たる塩原温泉郷にも通じている。
- 栃木県県民の森

八方ヶ原からも近く、県が設営したキャンプ場、天皇が来場した全国植樹祭、全国育樹祭会場、展示館、少年自然の家、ハイキングコースなどの施設が整備されている。
- 山縣有朋記念館・山縣農場

明治の元老・山縣有朋の小田原別邸「古稀庵」にあった洋館を、関東大震災の翌年に移築したもの。明治維新前後の遺品が常設展示され、2階の客間では、往時の雰囲気を味わえる。
- 長峰公園

日本の都市公園100選にも選ばれ、北関東でも有数のツツジの名所である。矢板駅から徒歩10分程度の至近距離にあり、電車でのアクセスも便利である。
- 矢板温泉
  - 城の湯温泉センター

中世塩谷氏の城の近くにふるさと創生資金を活用して開発した温泉で、市民に憩いの場を提供している。また、川崎城址の奥側、塩谷町寄りには、矢板温泉がある。
- 住友ミュージアム

尾形光琳、乾山の美術　
- コリーナ矢板

人間、自然、健康をテーマとして自然林間に開発されたリゾートタウン。地域内には温泉が沸き、スポーツレジャー施設も整っている。
- 運動公園

市西部の丘陵地帯を開発した、サッカー競技場を備えた運動公園が整備されている。栃の葉国体などでサッカー会場となった。公園内には、運動公園開発時に発掘された古墳が保存展示されている。
- 木幡神社（きばたじんじゃ）
- 川崎城址

東北自動車道のそばに位置し、公園として整備されている。
- 赤滝鉱泉
- 小滝鉱泉
- 寺山鉱泉
- 御前原城址（ごぜんぱら）

栃木県指定史跡。シャープが有る工業団地の中央に位置し、公園として整備されている。
- 道の駅やいた
- おしらじの滝

高原山にある滝。総合旅行情報サイト「LINEトラベルjp」の第1回旅人大賞に選ばれた。
2022年6月「めざましテレビ」の「雨の日に行きたい自然体感スポット」ランキング第2位にも選ばれている。
- 荒井家住宅（国の重要文化財）

江戸時代前期延宝年間（1673年から1681年）の頃に建てられた庄屋の住宅

- 寺山観音寺

高原山山岳宗教の流れを受け継ぐ

- 塩竃神社

市内で塩水を用いた製塩が行われていた時代から続く神社
- 矢板武記念館

那須疏水開削に功労のあった矢板武の旧宅。

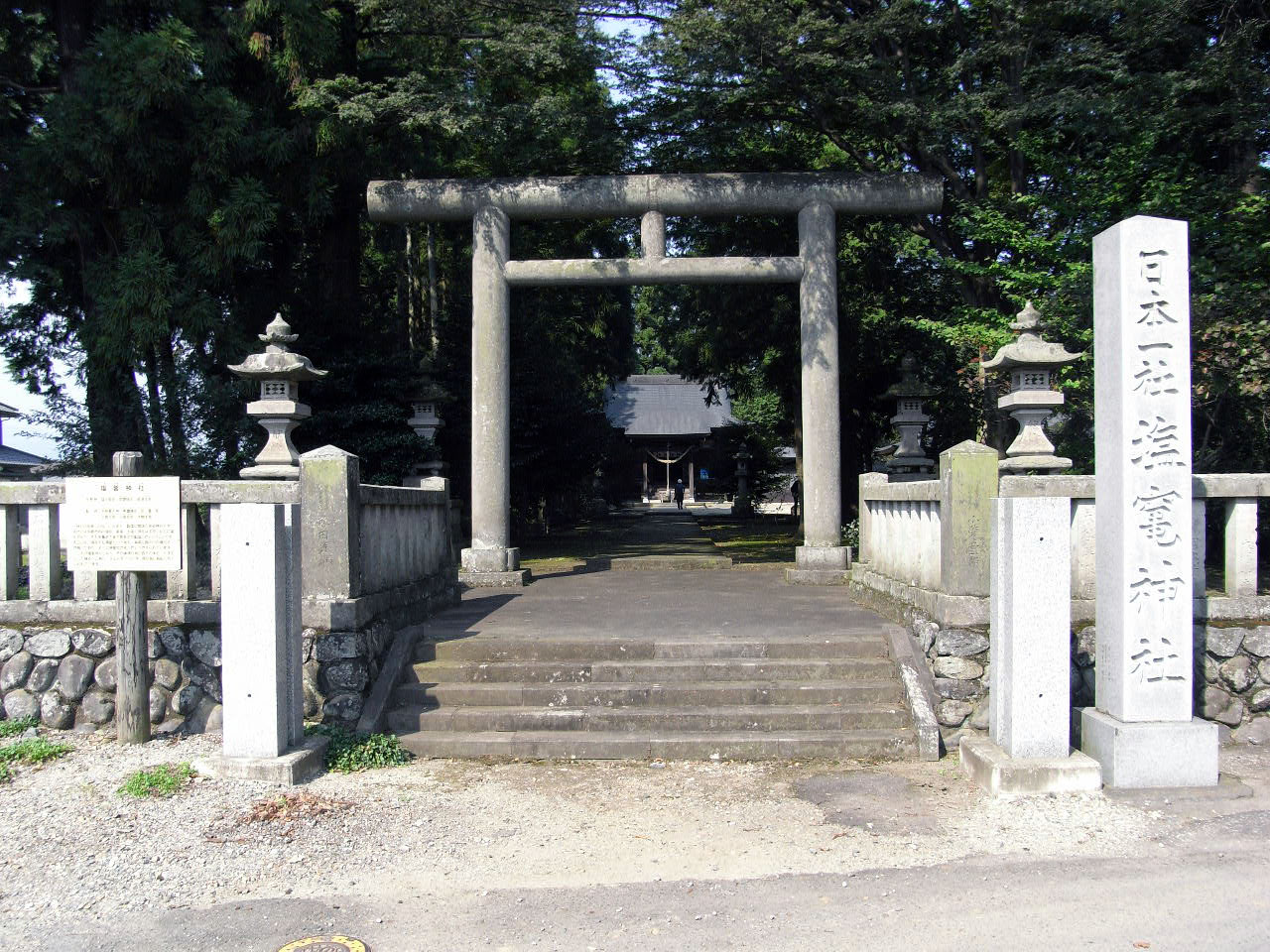
鳥居

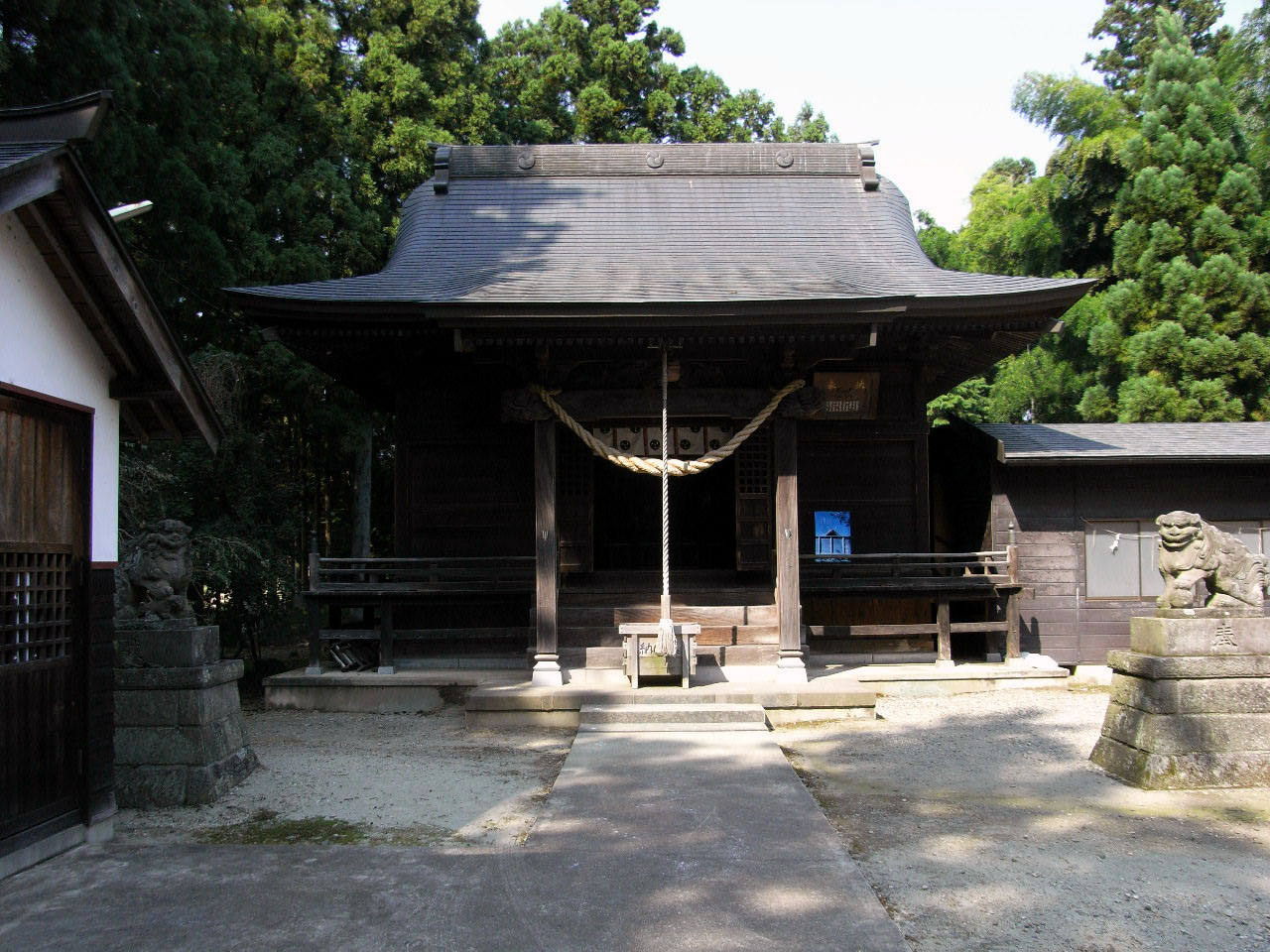
塩竃神社

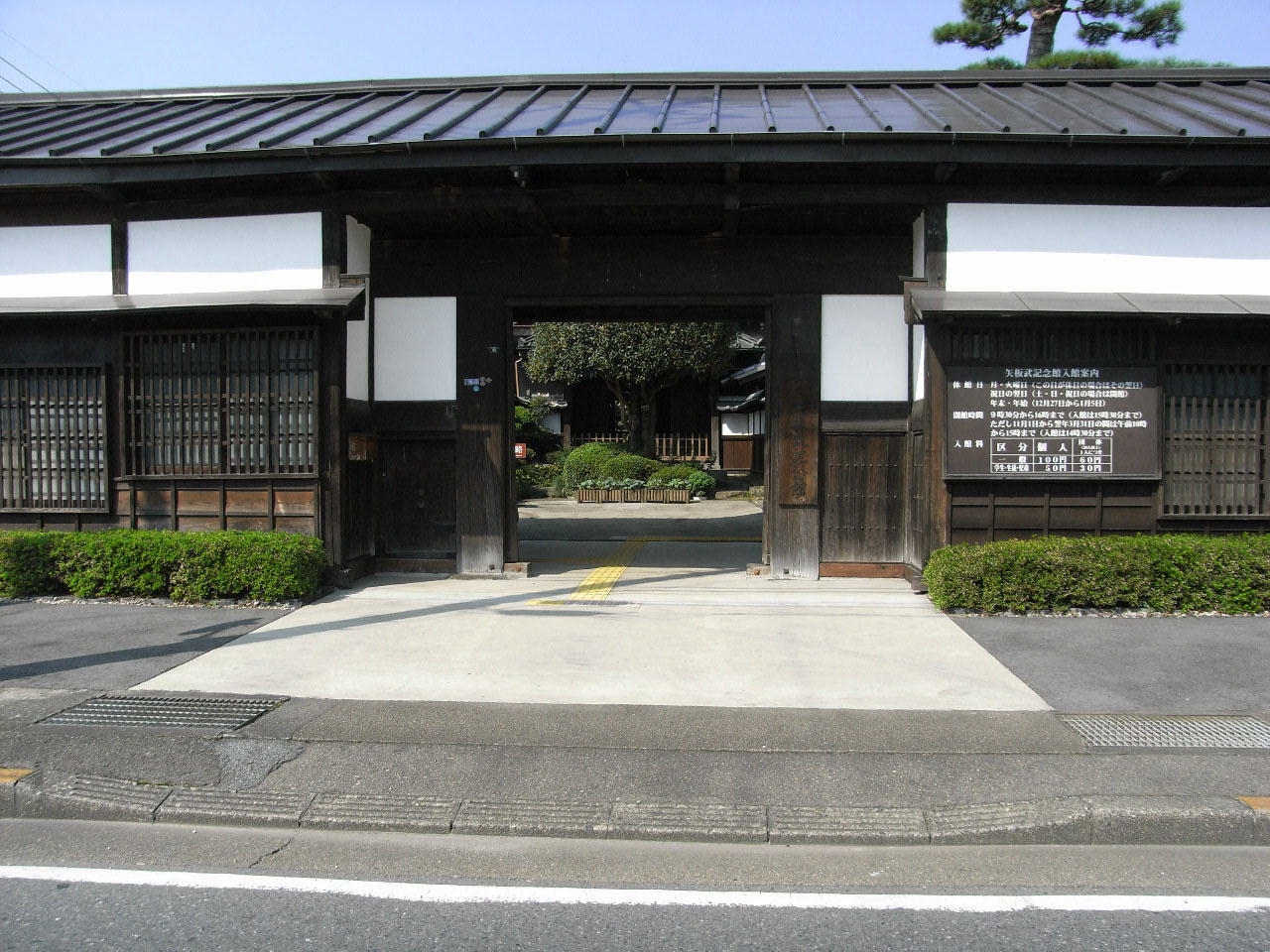
矢板武記念館

母屋内は武の功績を紹介する展示室になっている。また、庭には樹齢180年を誇る見事な枝垂桜があり、毎年３月末から４月上旬にライトアップを行なっている。

## マスメディア
- 下野新聞　矢板支局

### 矢板中継局
東京オリンピックが開催された1964年（昭和39年）東京タワーからの電波直接受信による難視聴解消のため栃木県で最初に整備された中継局。（詳細）
- NHK総合 矢板中継局A40(51) CH/D47CH
- NHK教育 矢板中継局A30(49) CH/D39CH
- 日本テレビ 矢板中継局A36(53) CH/D19CH
- TBSテレビ 矢板中継局A42(55) CH/D15CH
- フジテレビ 矢板中継局A45(57) CH/D35CH
- テレビ朝日 矢板中継局A59CH/D17CH
- テレビ東京 矢板中継局A61CH/D18CH
- とちぎテレビ 矢板中継局A33CH/D29CH
  - 矢板中継局の受信世帯は約110000世帯（栃木県北地域全域）
  - Aはアナログ放送、Dは地上デジタル放送
  - () 内はかつてのチャンネル

## 出身有名人
- 荒井英一 - 作曲家、『あゝ上野駅』作曲者
- 池田宗司 - 陸上競技選手
- 小川三夫 - 宮大工
- 柿沼康二 - 書家
- 笹沼明広 - 元プロ野球選手
- 笹沼菜奈 - 元女子プロ野球選手
- タイロン橋本 - ミュージシャン
- 髙村成寿 - プロバスケットボール選手
- 林竹二 - 教育哲学者
- MIHO氏（みほし） - YouTuber
- 平岡靖成 - 元サッカー選手
- 矢板玄 - 実業家、矢板武の曾孫
- 矢板武 - 実業家、矢板玄の曾祖父
- 渡辺勇次郎 - プロボクサー
- ギュウゾウ - 電撃ネットワーク、矢板東高校普通科卒（塩谷町生まれ）、 やいた応援大使